# Dreiband-Europameisterschaft 1962

Logo CEB (ausrichtender Verband)

Veranstaltungsort: Kaatsheuvel

Die Dreiband-Europameisterschaft 1962 war das 20. Turnier in dieser Disziplin des Karambolagebillards und fand vom 7. bis 11. März 1962 in Kaatsheuvel in der Provinz Noord-Brabant statt. Ursprünglich war die Europameisterschaft an Groningen vergeben worden. Aus organisatorischen Gründen konnte die EM aber nicht durchgeführt werden. Somit sprang Kaatsheuvel kurzfristig ein.

## Geschichte
Der Belgier Raymond Ceulemans sicherte sich nach dem belgischen auch zum ersten Mal den Titel des Europameisters im Dreiband. Es gab lediglich eine Niederlage gegen den Lokalmatador Henny de Ruijter und ein knapper Sieg mit 60:59 in 62 Aufnahmen gegen den sehr defensiv agierenden Franzosen Roger Hanoun. Ansonsten konnte ihn keiner der Akteure in Bedrängnis bringen. Für den Titelverteidiger Johann Scherz blieb trotz eines hervorragenden GD's von 1,015 nur der zweite Platz. Der Deutsche August Tiedtke vergab eine bessere Platzierung nur durch seine sehr offensive Spielweise. Dadurch gab er seinen Gegnern immer wieder gute Einstiegschancen durch gute Ballpositionen. In dem relativ kleinen Café am See, in dem die Tribünen bis unter die Decke aufgebaut waren, drängten sich jeden Tag die Zuschauer bis in die letzten freien Blickwinkel. Das Fernsehen übertrug auch wieder die Finalpartien am Wochenende.

## Modus
Gespielt wurde in zwei Vorrundengruppen „Jeder gegen Jeden“ bis 60 Punkte mit Nachstoß/Aufnahmegleichheit. Die Gruppen bestanden aus je fünf Spielern. Die beiden Gruppenletzten schieden aus. Die Partiepunkte aus der Vorrunde wurden in die Finalrunde mitgenommen. Die Partien gegen die ausgeschiedenen Akteure wurden in der Abschlusstabelle nicht gewertet. Platz neun wurde ausgespielt.

## Vorrunden Gruppen
| MP    | Match Points (Sieger = 2; Unentschieden = 1; Verlierer = 0) |
| Pkte. | Erzielte Karambolagen                                       |
| Aufn. | Benötigte Versuche                                          |
| GD    | Generaldurchschnitt                                         |
| BED   | Bester Einzeldurchschnitt eines Spielers                    |
| HS    | Höchstserie                                                 |
|       | Bester GD des Turniers                                      |
|       | Bester ED des Turniers                                      |
|       | Beste HS des Turniers                                       |
|       | 1. Platz (Gold)                                             |
|       | 2. Platz (Silber)                                           |
|       | 3. Platz (Bronze)                                           |

| Abschlusstabelle Vorrunden-Gruppe A | Abschlusstabelle Vorrunden-Gruppe A | Abschlusstabelle Vorrunden-Gruppe A | Abschlusstabelle Vorrunden-Gruppe A | Abschlusstabelle Vorrunden-Gruppe A | Abschlusstabelle Vorrunden-Gruppe A | Abschlusstabelle Vorrunden-Gruppe A | Abschlusstabelle Vorrunden-Gruppe A |
| Platz                               | Name                                | MP                                  | Pkte.                               | Aufn.                               | GD                                  | BED                                 | HS                                  |
| ----------------------------------- | ----------------------------------- | ----------------------------------- | ----------------------------------- | ----------------------------------- | ----------------------------------- | ----------------------------------- | ----------------------------------- |
| 1                                   | Johann Scherz                       | 8:0                                 | 240                                 | 214                                 | 1,121                               | 1,250                               | 8                                   |
| 2                                   | Roger Hanoun                        | 5:3                                 | 220                                 | 282                                 | 0,780                               | 1,090                               | 5                                   |
| 3                                   | Henny de Ruijter                    | 4:4                                 | 225                                 | 241                                 | 0,933                               | 1,016                               | 7                                   |
| 4                                   | João Pereira                        | 2:6                                 | 193                                 | 297                                 | 0,649                               | 0,666                               | 6                                   |
| 5                                   | Kurt Christensen                    | 1:7                                 | 198                                 | 300                                 | 0,660                               | 0,618                               | 5                                   |
| Gruppendurchschnitt: 0,806          |                                     |                                     |                                     |                                     |                                     |                                     |                                     |

| Abschlusstabelle Vorrunden-Gruppe B | Abschlusstabelle Vorrunden-Gruppe B | Abschlusstabelle Vorrunden-Gruppe B | Abschlusstabelle Vorrunden-Gruppe B | Abschlusstabelle Vorrunden-Gruppe B | Abschlusstabelle Vorrunden-Gruppe B | Abschlusstabelle Vorrunden-Gruppe B | Abschlusstabelle Vorrunden-Gruppe B |
| Platz                               | Name                                | MP                                  | Pkte.                               | Aufn.                               | GD                                  | BED                                 | HS                                  |
| ----------------------------------- | ----------------------------------- | ----------------------------------- | ----------------------------------- | ----------------------------------- | ----------------------------------- | ----------------------------------- | ----------------------------------- |
| 1                                   | Raymond Ceulemans                   | 8:0                                 | 240                                 | 188                                 | 1,276                               | 1,714                               | 11                                  |
| 2                                   | August Tiedtke                      | 6:2                                 | 220                                 | 244                                 | 0,901                               | 1,363                               | 6                                   |
| 3                                   | Herman Popeijus                     | 4:4                                 | 214                                 | 256                                 | 0,835                               | 1,250                               | 6                                   |
| 4                                   | Jacques Blanc                       | 2:6                                 | 175                                 | 273                                 | 0,641                               | 0,582                               | 5                                   |
| 5                                   | Juan Fontova                        | 0:8                                 | 148                                 | 273                                 | 0,542                               | –                                   | 6                                   |
| Gruppendurchschnitt: 0,807          |                                     |                                     |                                     |                                     |                                     |                                     |                                     |

## Abschlusstabelle
| Endklassement              | Endklassement     | Endklassement | Endklassement | Endklassement | Endklassement | Endklassement | Endklassement |
| Platz                      | Name              | MP            | Pkte.         | Aufn.         | GD            | BED           | HS            |
| -------------------------- | ----------------- | ------------- | ------------- | ------------- | ------------- | ------------- | ------------- |
| 1                          | Raymond Ceulemans | 14:2          | 472           | 407           | 1,159         | 1,714         | 11            |
| 2                          | Johann Scherz     | 12:4          | 447           | 440           | 1,015         | 1,250         | 8             |
| 3                          | Herman Popeijus   | 11:5          | 454           | 510           | 0,890         | 1,071         | 11            |
| 4                          | August Tiedtke    | 10:6          | 450           | 472           | 0,953         | 1,363         | 6             |
| 5                          | Roger Hanoun      | 9:7           | 455           | 488           | 0,932         | 1,200         | 10            |
| 6                          | Henny de Ruijter  | 9:7           | 435           | 478           | 0,910         | 1,052         | 9             |
| 7                          | João Pereira      | 4:12          | 360           | 592           | 0,608         | 0,666         | 6             |
| 8                          | Jacques Blanc     | 2:14          | 326           | 536           | 0,608         | 0,582         | 12            |
| 9                          | Kurt Christensen  | 3:7           | 258           | 374           | 0,689         | 0,810         | 5             |
| 10                         | Juan Fontova      | 0:10          | 194           | 347           | 0,559         | –             | 6             |
| Turnierdurchschnitt: 0,829 |                   |               |               |               |               |               |               |

### Platzierungsspiel
| Platz            | Name             | MP  | Pkte | Aufn. | GD    | BED   | HS |
| ---------------- | ---------------- | --- | ---- | ----- | ----- | ----- | -- |
| Spiel um Platz 9 |                  |     |      |       |       |       |    |
| 9                | Kurt Christensen | 2:0 | 60   | 74    | 0,810 | 0,810 | 5  |
| 10               | Juan Fontova     | 0:2 | 46   | 74    | 0,621 | –     | 3  |